# Kabinett Broglie III

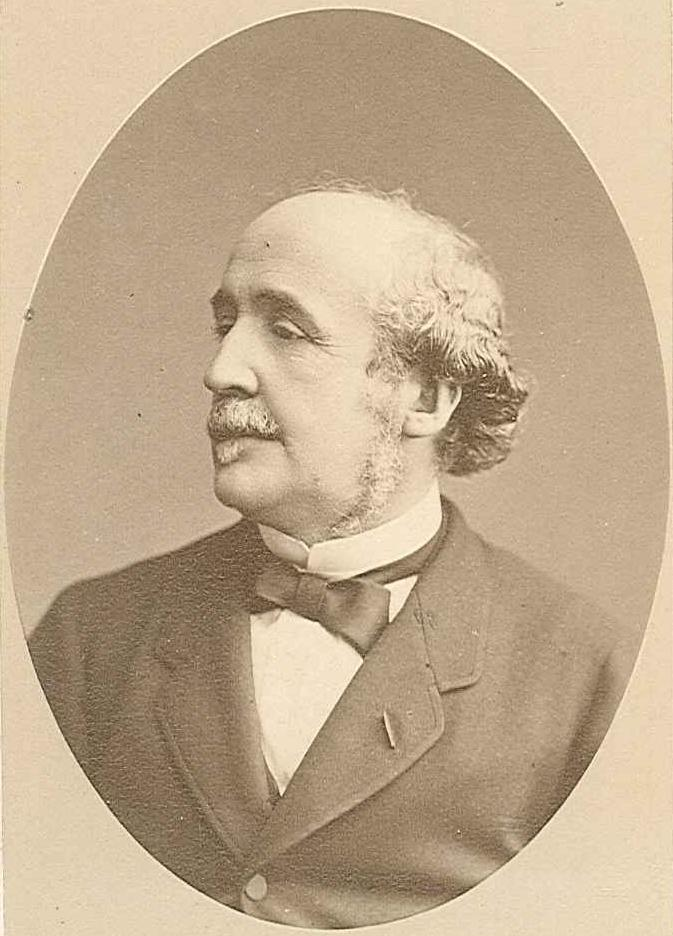
Albert de Broglie

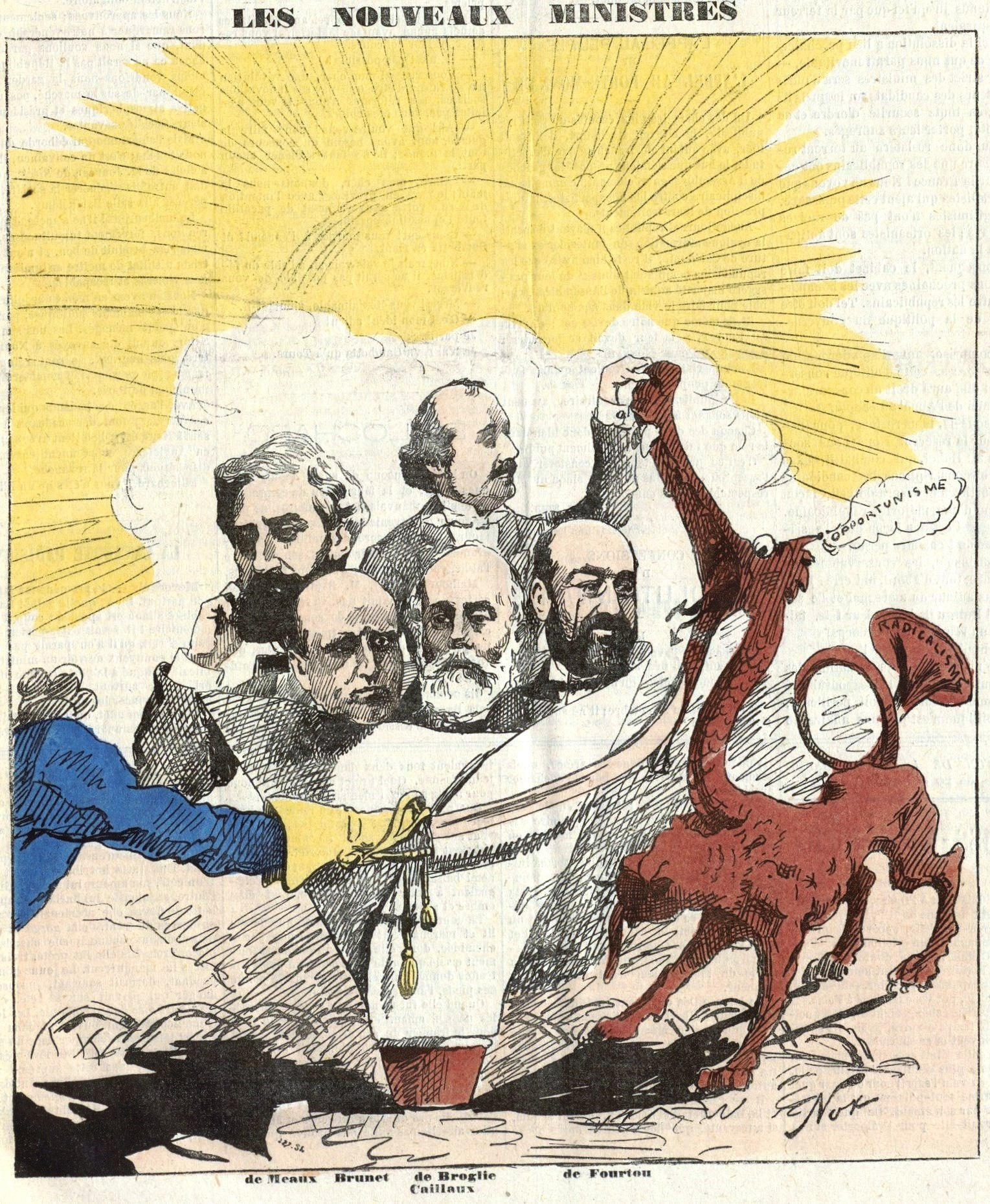
Neue Minister; Karikatur von Adolphe Willette (La Jeune garde, 27. Mai 1877)

Das dritte Kabinett Broglie wurde während der Dritten Französischen Republik nach der Krise vom 16. Mai 1877 am 17. Mai 1877 in der Nachfolge des Kabinetts Simon von Premierminister Albert de Broglie gebildet und befand sich bis zum 19. November 1877 186 Tage lang im Amt. Es wurde vom Kabinett Rochebouët abgelöst.
Im Kabinett waren nur Orléanisten (Orl), Legitimisten (Leg) und Bonapartisten (Bon) vertreten.

## Kabinett

### Minister
Dem Kabinett gehörten folgende Minister an:
| Amt                                                    | Name                               | Gruppe | Beginn der Amtszeit | Ende der Amtszeit |
| ------------------------------------------------------ | ---------------------------------- | ------ | ------------------- | ----------------- |
| Premierminister                                        | Albert de Broglie                  | Orl    | 17. Mai 1877        | 19. November 1877 |
| Außenminister                                          | Louis Decazes                      | Orl    | 17. Mai 1877        | 19. November 1877 |
| Kriegsminister                                         | Jean-Auguste Berthaut              |        | 17. Mai 1877        | 19. November 1877 |
| Minister für öffentlichen Unterricht und schöne Künste | Joseph Brunet                      | Bon    | 17. Mai 1877        | 19. November 1877 |
| Finanzminister                                         | Eugène Caillaux                    | Orl    | 17. Mai 1877        | 19. November 1877 |
| Minister für öffentliche Arbeiten                      | Auguste Paris                      | Orl    | 17. Mai 1877        | 19. November 1877 |
| Minister für Marine und Kolonien                       | Albert Auguste Gicquel des Touches |        | 23. Mai 1877        | 19. November 1877 |
| Justizminister                                         | Albert de Broglie                  | Orl    | 17. Mai 1877        | 19. November 1877 |
| Innenminister                                          | Oscar Bardi de Fourtou             | Bon    | 17. Mai 1877        | 19. November 1877 |
| Minister für Landwirtschaft und Handel                 | Camille de Meaux                   | Leg    | 17. Mai 1877        | 19. November 1877 |

### Unterstaatssekretäre
Dem Kabinett gehörten folgende Sous-secrétaires d’État an:
| Unterstaatssekretär beim Innenminister | René Reille | Bon | 17. Mai 1877 | 19. November 1877 |

## Historische Einordnung

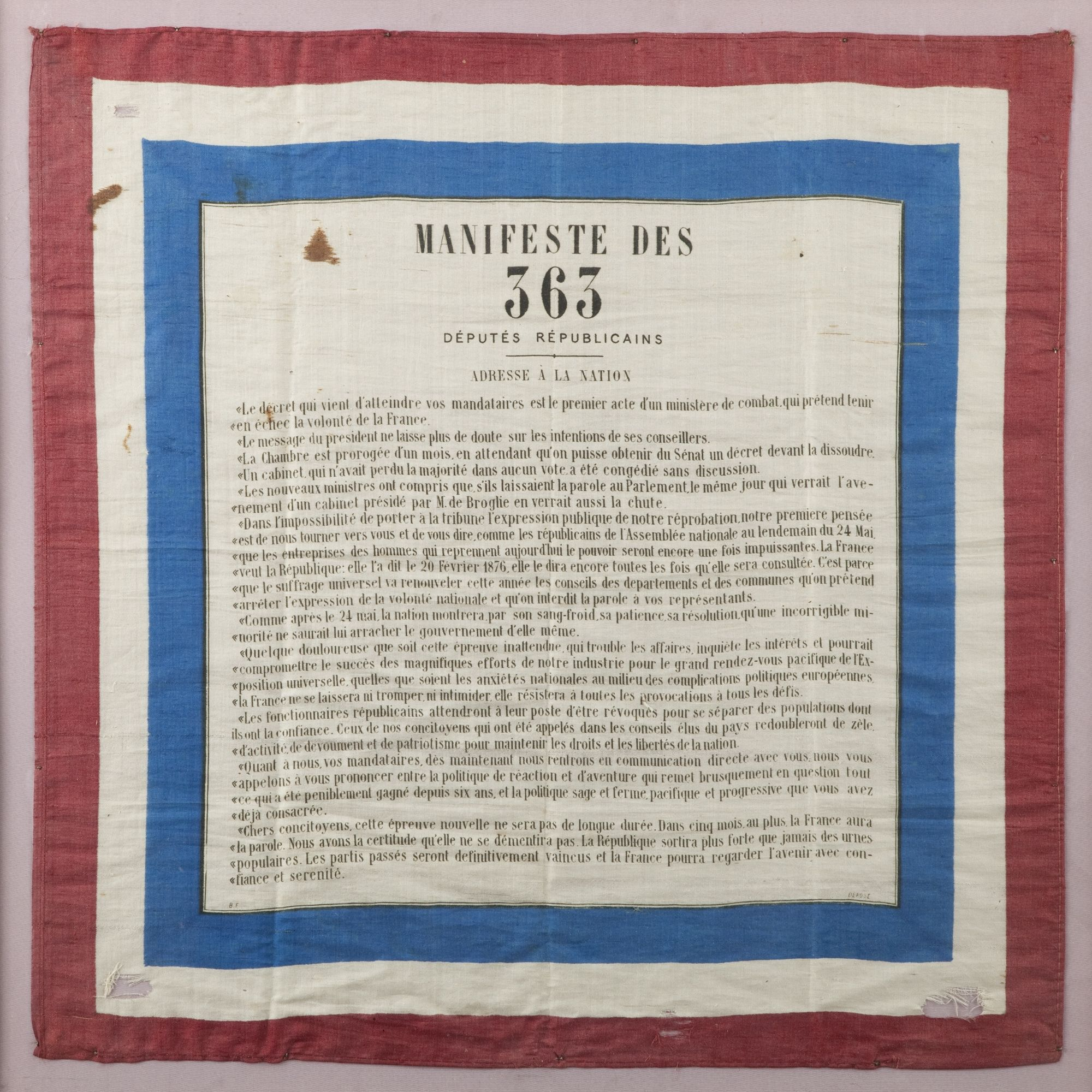
Manifest der 363 republikanischen Abgeordneten

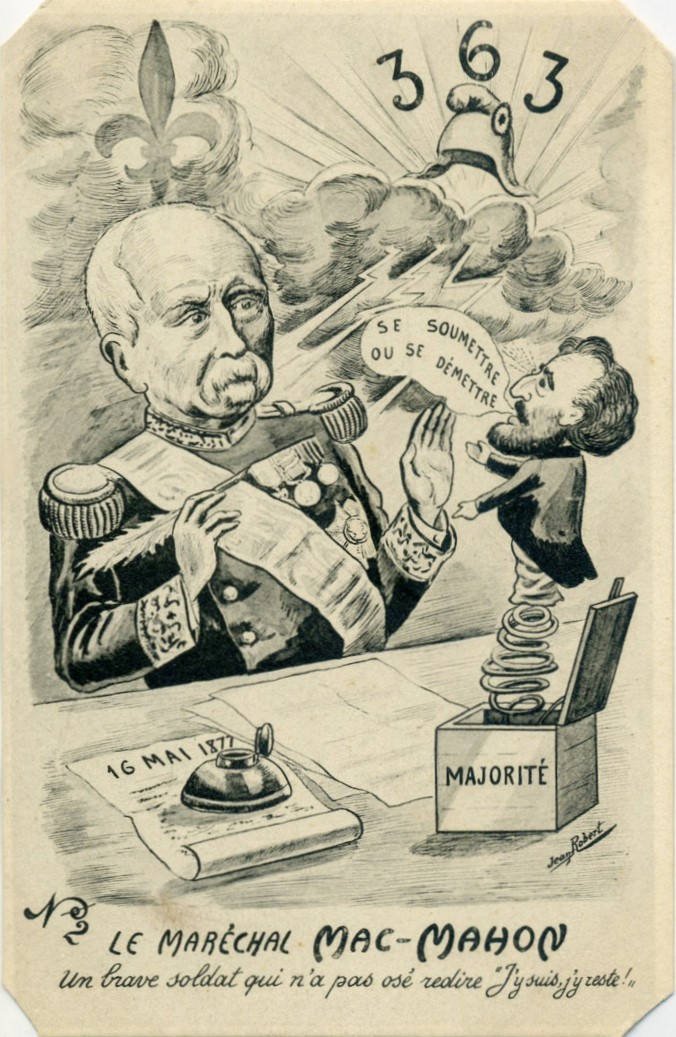
Krise des 16. Mai 1877 – Gambetta als Springteufel vor Mac-Mahon

Die dritte Amtszeit Broglies wurde ebenso wie die der Vorgängerregierung von der Krise des 16. Mai 1877 bestimmt. Am 18. Mai erklärten 363 republikanische Abgeordnete, dass sie die Einsetzung des Royalisten Broglie bei einer republikanischen Kammermehrheit missbilligten („manifeste des 363“). Staatspräsident Mac-Mahon schrieb am selben Tag einen Brief an die Präsidenten des Senats und der Abgeordnetenkammer, in dem er seine Position erläuterte und die Kammern um einen Monat vertagte (Artikel 2 des Gesetzes vom 16. Juli 1875) Im Juni betrieb Mac-Mahon die Auflösung der Abgeordnetenkammer, der der Senat am 25. Juni zustimmte.
Die Neuwahlen vom Oktober 1877 konnten das Problem nicht lösen. Die Republikaner verloren zwar einige Sitze, behielten aber mit 313 von 533 Sitzen eine deutliche Mehrheit in der Abgeordnetenkammer. In der Folge trat Albert Broglie am 19. November zurück.